# Helfried Reinnagel

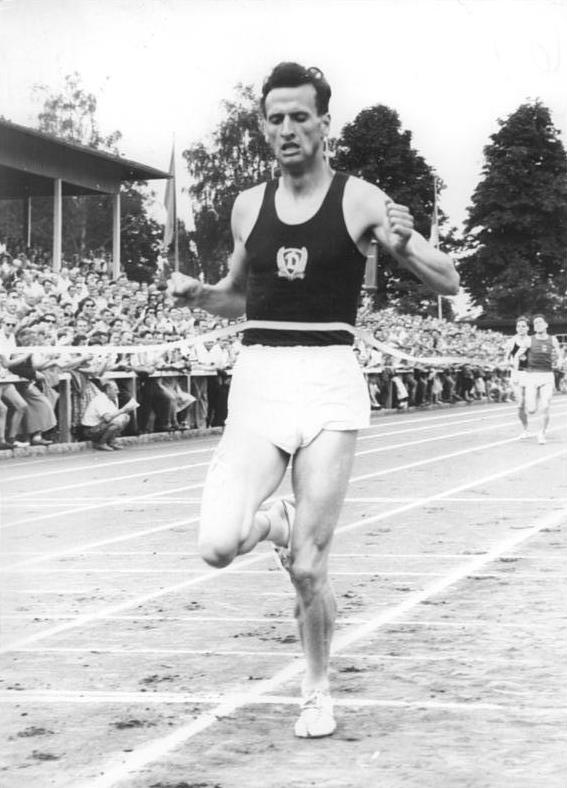
Helfried Reinnagel (1958)

Helfried Reinnagel (* 11. Januar 1934 in Graz; † 7. September 2007 in Berlin) war ein deutscher Leichtathlet, der – für die DDR startend – in den 1950er Jahren als Mittelstreckenläufer erfolgreich war. Am 9. August 1958 war er in Poznań an einem Weltrekord einer 4-mal-1500-Meter-Staffel der DDR beteiligt (15:11,4 min: Siegfried Herrmann, Klaus Richtzenhain, Siegfried Valentin, Helfried Reinnagel).
1957 wurde er Zweiter der Weltstudentenspiele (1:48,5 min).
Helfried Reinnagel wurde 1954, 1955, 1957 und 1958 DDR-Meister im 800-Meter-Lauf, 1957 und 1958 DDR-Meister im 4-mal-400-Meter-Lauf und 1953 DDR-Meister im 3-mal-1000-Meter-Lauf.
Er gehörte zunächst dem Sportverein Dynamo Potsdam an, ab 1954 dem SC Dynamo Berlin. In seiner Wettkampfzeit war er 1,85 m groß und 69 kg schwer. 1961 heiratete er die Sprinterin Bärbel Mayer.
Am 30. September 1969 promovierte Reinnagel an der medizinischen Fakultät der Humboldt-Universität zu Berlin.

## Werke
- Veränderungen der cardiorespiratorischen Funktionsparameter im Verlauf eines Lauftrainings. Dissertation Humboldt-Universität, Berlin 1969